# Orbagna
Orbagna is een plaats en voormalige gemeente in het Franse departement Jura in sw regio Bourgogne-Franche-Comté en telt 164 inwoners (2005). De plaats maakt deel uit van het arrondissement Lons-le-Saunier.

## Geschiedenis
Orbagna is op 1 januari 2019 gefuseerd met de gemeente Beaufort tot de gemeente Beaufort-Orbagna. 

## Geografie
De oppervlakte van Orbagna bedraagt 4,1 km², de bevolkingsdichtheid is 40,0 inwoners per km².
De onderstaande kaart toont de ligging van Orbagna met de belangrijkste infrastructuur en aangrenzende gemeenten.

## Demografie
Onderstaande figuur toont het verloop van het inwonertal.